# Ta av dej skorna
Ta av dej skorna, som spelades 1965–1966, var en revy av Povel Ramel och Beppe Wolgers i produktion av Knäppupp AB.

## Historik
Povel Ramel och Beppe Wolgers skrev alla texter, och Povel Ramel skrev även musiken. För regin svarade Egon Larsson. Ingvar Danielsson stod för dekoren och Leif Asp var kapellmästare.
Ta av dej skorna spelades på tältturné över hela Sverige den 15 maj–28 augusti 1965 och därefter på Knäppupps hemmascen Idéonteatern vid Brunkebergstorg i Stockholm den 24 september 1965–5 mars 1966.

### Medverkande
Medverkade gjorde Mari Ade, Birgitta Andersson, Ulf Andrée, Lars Ekborg, Stig Grybe, Martin Ljung, Sune Mangs, Marianne Mohaupt, Inga-Lill Nilsson, Margareta Sjödin med flera. Lissi Alandh ersatte under tid Birgitta Andersson.

### Revynummer
- Digga Darwin! (Ingalill Nilsson och ensemblen)
- Tummen (Lars Ekborg)
- Vad heter det nu igen? (Stig Grybe, Sune Mangs, Ulf Andrée)
- Fräckisberättaren (Martin Ljung)
- Den lille tecknaren (Stig Grybe)
- Doktor Porno (Martin Ljung, Ingalill Nilsson)
- Kvinnan som pratar med sin kropp (Birgitta Andersson)
- Kärlek ett tu tre (Mari Ade, Marianne Mohaupt, Margareta Sjödin, Birgitta Andersson)
- Några vandringsmän (Marianne Mohaupt med flera)
- Oss bandspelare emellan (Birgitta Andersson, med Povel Ramel och Beppe Wolgers på band)
- Svordomsaria (Ulf Andrée)
- Tåg, tåg, tåg (Mari Ade)
- Blås på det onda (Birgitta Andersson, Lars Ekborg)
- Den alltför förlåtande hustrun eller Handlade Sibyl rätt? (Birgitta Andersson, Martin Ljung, Lars Ekborg, Mari Ade)
- En fullständigt ärlig svensk (Birgitta Andersson, Lars Ekborg, Mari Ade)
- En glad blues (Ingalill Nilsson)
- Poker med Joakim (Lars Ekborg)
- Ta av dej skorna (Mari Ade, Lars Ekborg, Stig Grybe, Martin Ljung, Sune Mangs, Marianne Mohaupt, Margareta Sjödin)
- Hej på dej naturen![2]